# Ślesin (gromada w powiecie konińskim)
Ślesin – dawna gromada, czyli najmniejsza jednostka podziału terytorialnego Polskiej Rzeczypospolitej Ludowej w latach 1954–1972.
Gromady, z gromadzkimi radami narodowymi (GRN) jako organami władzy najniższego stopnia na wsi, funkcjonowały od reformy reorganizującej administrację wiejską przeprowadzonej jesienią 1954 do momentu ich zniesienia z dniem 1 stycznia 1973, tym samym wypierając organizację gminną w latach 1954–1972.
Gromadę Ślesin z siedzibą GRN w mieście Ślesinie (nie wchodzącym w skład gromady) utworzono – jako jedną z 8759 gromad na obszarze Polski – w powiecie konińskim w woj. poznańskim, na mocy uchwały nr 25/54 WRN w Poznaniu z dnia 5 października 1954. W skład jednostki weszły obszary dotychczasowych gromad Mikorzyn, Rożnowo, Szyszyn, Szyszyńskie Holendry i Żółwieniec, ponadto miejscowość Lubomyśle z dotychczasowej gromady Dąbrowa oraz miejscowość Sarnowa z dotychczasowej gromady Biskupie z dotychczasowej ze zniesionej gminy Sławoszewek, a także obszar dotychczasowej gromady Półwiosek Lubstowski oraz miejscowości Krzyżka i Ostrowy z dotychczasowej gromady Głębockie ze zniesionej gminy Piotrkowice – w tymże powiecie. Dla gromady ustalono 19 członków gromadzkiej rady narodowej.
1 stycznia 1958 do gromady Ślesin włączono miejscowości Głębockie I, Głębockie II, Ignacewo, Tokary, Wierzelin i Witalisów ze zniesionej gromady Ignacewo oraz miejscowości Dąbrowa, Goranin, Goranin folwark, Goraninek, Lizawy, Makarowo Gorańskie, Makarowo Sławęckie, Rębowo, Sławęcin, Sławęcin A, Sławęcin B, Sławęcin W, Sławęcinek, Sławęcinek kolonia, Sławęcinek folwark i Trzybudy ze zniesionej gromady Sławęcinek w tymże powiecie.
1 stycznia 1960 do gromady Ślesin włączono obszar zniesionej gromady Kijowiec w tymże powiecie.
1 stycznia 1962 do gromady Ślesin włączono obszar zniesionej gromady Ostrowąż (bez miejscowości Góry, Góry-Kolonia, Mieczysławowo, Sławoszewo, Stogi i Wielkopole) w tymże powiecie.
1 stycznia 1970 do gromady Ślesin włączono 168 ha z miasta Ślesin w tymże powiecie.
31 grudnia 1971 do gromady Ślesin włączono obszar zniesionej gromady Piotrkowice w tymże powiecie.
Gromada przetrwała do końca 1972 roku, czyli do kolejnej reformy gminnej. 1 stycznia 1973 w powiecie konińskim utworzono gminę Ślesin.